# Phytomyza chaerophylliana
Phytomyza chaerophylliana este o specie de muște din genul Phytomyza, familia Agromyzidae, descrisă de Erich Martin Hering în anul 1931.
Este endemică în Polonia. Conform Catalogue of Life specia Phytomyza chaerophylliana nu are subspecii cunoscute.